# Лейси, Тифф
Тифф Лейси (англ. Tiff Lacey, наст. имя — Тиффани Диксон Кук англ. Tiffany Dixon Cook) — певица из Крейфорда, Кент, Англия, вокалистка множества транс и хаус композиций. Среди них совместные работы с ATB, Cosmic Gate, Paul Oakenfold, Kopi Luwak, Tom Cloud, Nick Murray, Bissen, Filo & Peri, Abbott & Chambers, Vendetta и многими другими.
В настоящее время работает над своим сольным альбомом, после выступления в качестве приглашенной звезды на нескольких концертах последнего тура ATB в поддержку его нового альбома Future Memories, в котором она поет в трех треках. Лейси также обсуждает альбом c Headstrong, с которым она выпустила три успешных сингла в прошлые годы.

## Совместные работы
- Пол Окенфолд — «Hypnotised» (2002)
- Redd Square — «In Your Hands» (2002)
- Dark Sweet Piano — «Dark Sweet Piano» (2002)
- Hydra — «Affinity» (2003)
- M-Box — «Kissin’ Shadows» (2003)
- Crave — «Come With Me» (2003)
- Crave — «Marrakech Adventure» (2003)
- Haunted — «Sun & Air» (2003)
- Inner State — «Changes» (2004)
- ATB — «Marrakech» (2004)
- ATB — «Ecstasy» (2004)
- ATB — «Here With Me» (2004)
- Neo & Farina — «The Eternal» (2004)
- The Gogmagogs — «Take Me Home» (2004)
- Greg Folter — «Tease» (2004)
- ATB — «Humanity» (2005)
- Lost Witness — «Home» (2005)
- Lost Witness — «Love Again» (2005)
- Headstrong — «Close Your Eyes» (2005)
- Flash Brothers — «Faith In Love», «Stay» (2005)
- Conjure One — «Face The Music» (2005)
- Filo & Peri — «Dance with The Devil» (2005)
- Mike Shiver & Ashkan Fardost presents A.M. — «Arise» (2005)
- Casanova Traxx — «Casanova» (2005)
- Chris Dececio — «I’ll Give Myself To You» (2005)
- Eden Project — «Open Your Mind» (2005)
- Headstrong — «Silver Shadow» (2006)
- Headstrong — «Show Me The Love» (2006)
- Cosmic Gate — «Should’ve Known» (2006)
- Ron van den Beuken — «Find The Way» (2006)
- Tom Cloud — «Secretly» (2006)
- Matt Darey — «Always» (2006)
- Headstrong (англ.) — «The Truth» (2006)
- Tomass K — «Take Me Away» (2006)
- .:maxi:. — «Moon Love» (2006)
- Headstrong — «Symphony of Soul» (2007)
- Wippenberg — «Promised Land» (2007)
- Marco Torrance — «Free Of Fear» (2007)
- Summer Sessions — «By My Side» (2007)
- Keenan & Anderson — «Run Away» (2007)
- Adam Nickey— «Letting Go» (2007)
- First State— «Where do we go» (2007)
- Javah— «One By One» (2007)
- Summer Sessions— «By My Side» (2007)
- Rubikon— «Original Instinct» (2007)
- Rubikon— «Thing Called Love» (2007)
- Rubikon— «Why Keep On» (2007)
- Rubikon— «Wonderland» (2007)
- Rubikon— «Lost in Space» (2007)
- Rubikon— «Brittle» (2007)
- Rubikon— «Inside Out» (2007)
- Rubikon— «Telephone» (2007)
- Rubikon— «Na-ve» (2007)
- Rubikon— «With Love» (2007)
- Rubikon— «Adore» (2007)
- Michael Badal — «Don’t Be Afraid» (2008)
- Kopi Luwak — «Far and Away» (2008)
- Luke Terry & Kopi Luwak — «Fall into the Moon» (2008)
- Rozza — «No More Rain» (2008)
- Bobina — «Where did You Go?» (2008)
- David Vendetta — «Labyrinth» (2008)
- Datt & Bissen — «Take Your Time» (2008)
- Double Agents — «Whispers» (2008)
- Nick Murray — «The Sweetest Sound» (2008)
- Tenishia — «Burning from the Inside» (2008)
- Phynn — «Try Again» (2008)
- Teya — «Only You» (2008)
- Lee Haslam — «Calling to Old Souls» (2008)
- Cybersutra — «Summer Sutra» (2008)
- Steve Allen & Ben Alonzi — «Wildfires» (2008)
- Cosmic Gate — «Open Your Heart» (2009)
- Raver — «Conscience» (2009)
- Italian Mafia DJ — "I Loved You Good (2009)
- Tiddey — «Forgive And Forget» (2009)
- Romi — «Soothsayer» (2009)
- Tash — «Sweet 17» (2009)
- ATB — «My Everything» (2009)
- ATB — «Still Here» (2009)
- ATB — «Missing» (2009)
- Physical Law — «Starlight» (2009)
- Manvel-Ter Pogosyan — «Sweet Memories» (2009)
- Aurosonic — «I Wish» (2009)
- Perpetual — «Restless» (2009)
- Emanuele Braveri — «Travel» (2009)
- DJ Feel & Alexander Popov — «Time After Time» (2009)
- Wellenrausch & Velvet Skies — «Watching Jupiter And Mars» (2009)
- Luke Terry — «The Last Farewell» (2009)
- Mr.Sam — «Carved» (2009)
- Ex-plosion — «Intimacy» (2009)
- Vierro — «Storm» (2009)
- Maciej Panczyk — «Handle Me With Care» (2009)
- Marco Torrance — «Dancing Brave» (2010)
- Moonbeam — «Openhearted» (2010)
- illitheas — «little heart» (2011)
- Aquacube — «Summer Sutra» (2011)
- Alex M.O.R.P.H. — «I See You» (2013)
- Aurosonic, Zetandel - «Under different stars» (2025)